# Cameroon Airlines
Cameroon Airlines war die staatliche Fluggesellschaft Kameruns mit Sitz in Douala.

## Geschichte

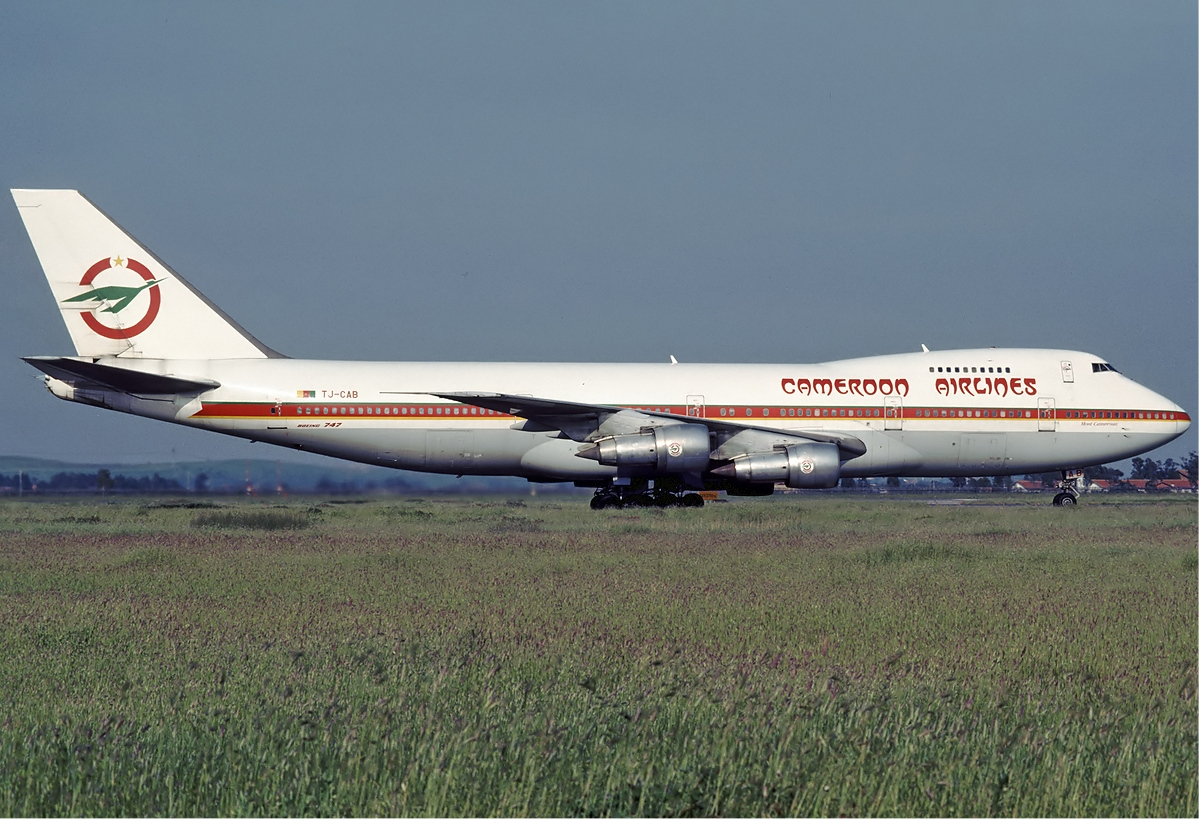
Boeing 747-200 der Cameroon Airlines, 1992

Die Fluggesellschaft wurde am 26. Juli 1971 gegründet und nahm den Flugbetrieb am 1. November 1971 mit zwei Flugzeugen von Typ Boeing 737-200 auf der Strecke Douala–Yaoundé auf. Mit zwei ehemaligen Boeing 707 der Air France begann der Flugbetrieb nach Rom und Paris. Die Boeing 707 wurden 1982 durch Boeing 747-200 ersetzt. Die Fluggesellschaft gehörte zu 96,43 % der Regierung Kameruns und zu 3,57 % der Air France.
Am 16. September 2005 wurde Cameroon Airlines auf die „Schwarze Liste“ der französischen Aufsichtsbehörde für Zivilluftfahrt (DGAC) gesetzt. Damit durfte die Fluggesellschaft keine Ziele in Frankreich mehr anfliegen. Wenige Tage später einigte sich die Fluggesellschaft mit den französischen Behörden und durfte mit gemieteten Maschinen wieder französische Flughäfen anfliegen.
Die Regierung stoppte im März 2008 den weiteren Flugbetrieb und beschlagnahmte sämtliche Büros des Unternehmens. Seitdem ist die Fluggesellschaft auch ohne Verwaltung.
Nachfolger ist die neu gegründete Fluggesellschaft Camair-Co.

## Flotte

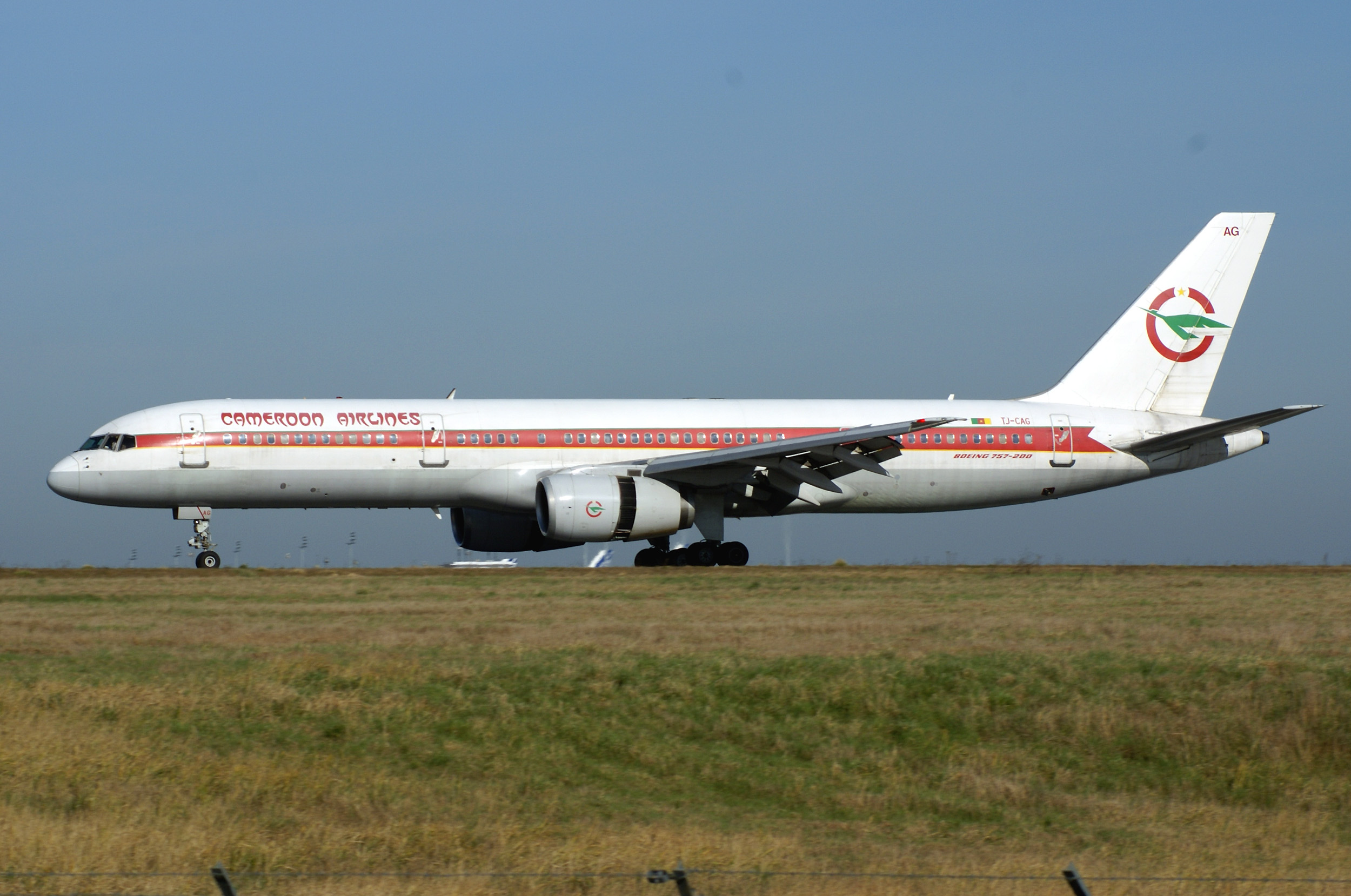
Boeing 757 der Cameroon Airlines, 2007

### Flotte bei Betriebseinstellung
Im September 2005 betrieb Cameroon Airlines nur noch eine Boeing 757-200. Im November 2006 flogen mindestens zwei Flugzeuge mit dem Emblem der Airline, die auch in Paris landen durften. Seit April 2008 ist die gesamte Flotte stillgelegt:

### Zuvor eingesetzte Flugzeuge
- Avro 748
- Boeing 707
- Boeing 737-200
- Boeing 737-300
- Boeing 747-200
- Boeing 747-300
- Boeing 767-200
- Boeing 767-300
- de Havilland Canada DHC-6 Twin Otter
- de Havilland Canada DHC-7
- Douglas DC-4

## Zwischenfälle
- Am 31. Oktober 1981 überschoss eine de Havilland Canada DHC-6 Twin Otter 300 der Cameroon Airlines (Luftfahrzeugkennzeichen TJ-CBC) das Startbahnende des Flughafens von Bafoussam. Die Twin Otter hatte nach dem Start nur eine Höhe von ungefähr 15 Metern erreicht und anschließend an Höhe verloren – vermutlich aufgrund von Überladung. Die Besatzung konnte das Flugzeug erst 43 Meter hinter dem Ende der Startbahn zum Stillstand bringen. Von den 24 Insassen kam einer ums Leben, ein Passagier.[4]

- Am 30. August 1984 brach an einer auf dem Flughafen Douala rollenden Boeing 737-200 der Cameroon Airlines (TJ-CBD) die Verdichterschaufel des linken Pratt & Whitney JT8D-Triebwerks. Umherfliegende Trümmerteile durchschlugen Flügel und Tank, wodurch die Maschine in Brand geriet. Bei der darauffolgenden Evakuierung konnten sich 114 der 116 Personen an Bord aus der Maschine retten, zwei Passagiere kamen in dem Brand um (siehe auch Cameroon-Airlines-Flug 786).[5]

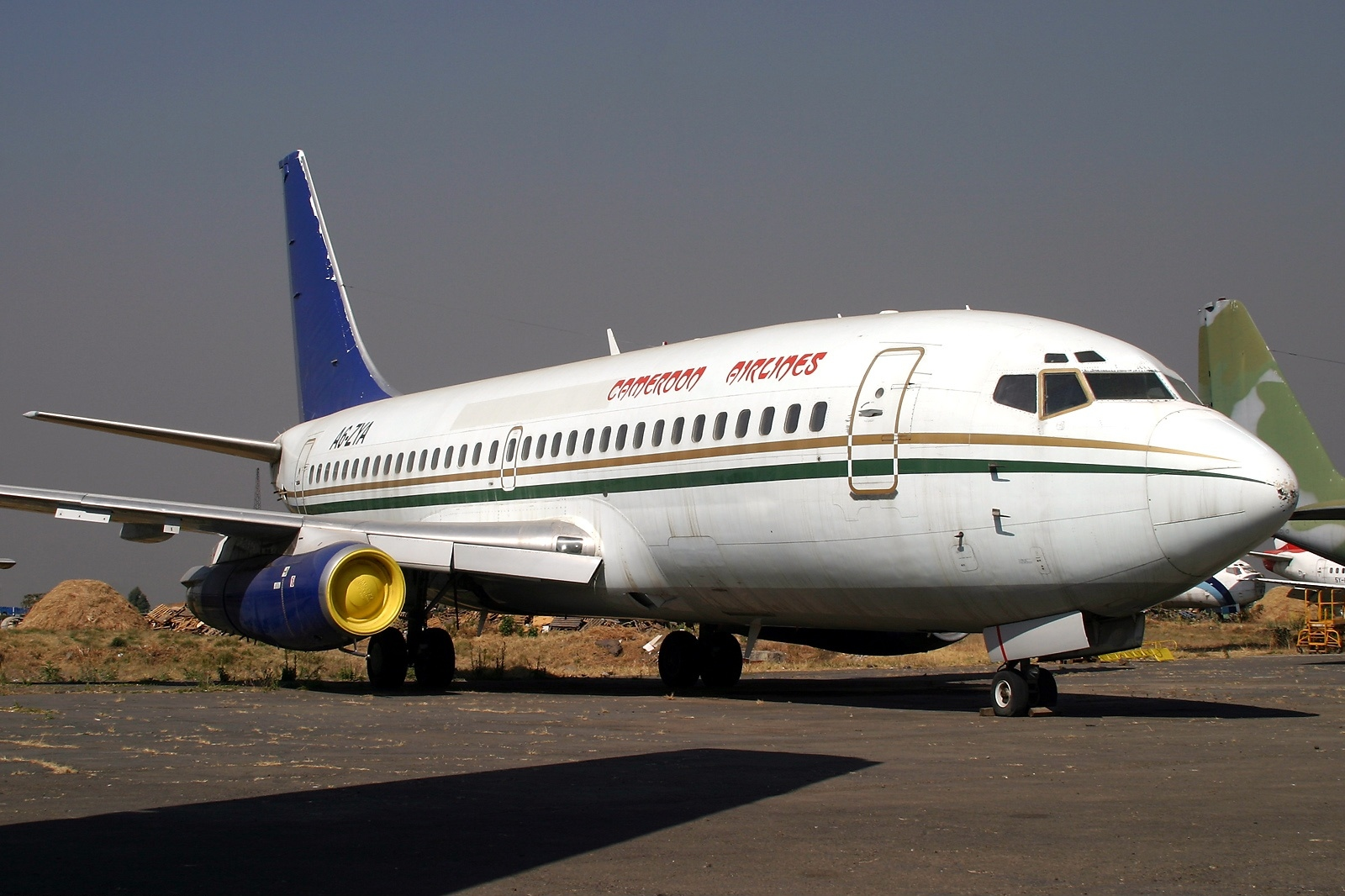
Eine Boeing 737-200 der Cameroon Airlines, baugleich mit der 1995 abgestürzten

- Am 28. Juni 1989 überschoss eine Hawker Siddeley 748-435 Srs. 2B der Cameroon Airlines (TJ-CCF) bei schlechtem Wetter während des dritten Landeversuches auf dem Flughafen Yaoundé das Landebahnende und kollidierte mit einem Damm. Das Flugzeug war erst 400 Meter vor dem Landebahnende aufgesetzt worden. Von den 47 Insassen kamen drei ums Leben.[6]

- Am 3. Dezember 1995 stürzte eine Boeing 737-200 der Cameroon Airlines (TJ-CBE) bei der Landung in Douala in einen Mangrovenwald. Bei dem Unfall kamen 71 der 76 Menschen an Bord ums Leben. Kurz vor dem Absturz hatte die Besatzung ein Durchstartmanöver eingeleitet und von Problemen mit dem Flugzeug berichtet. Wie später festgestellt wurde, war die Verdichterschaufel des linken Triebwerks wegen Materialermüdung gebrochen, wodurch die Flugbahn beeinträchtigt wurde. Die Besatzung hatte das Durchstartmanöver zu spät eingeleitet und dabei nicht erkannt, dass zu dem Zeitpunkt nur ein Triebwerk verfügbar war. Dies führte zu einem Geschwindigkeitsverlust und einem Strömungsabriss, durch den es letztlich zum Absturz kam (siehe auch Cameroon-Airlines-Flug 3701).[7]